# Heimatland (1939)
Heimatland ist eine deutsche Filmkomödie aus dem Jahr 1939, die unter der Regie von Ernst Martin entstand. Die Hauptrollen verkörperten Hansi Knoteck, Wolf Albach-Retty, Christian Gollong und Ursula Herking. Der Film basiert auf der Operette Monika von Nico Dostal mit dem Libretto von Hermann Hermecke.

## Handlung
Der Reitlehrer Günther Nordmann aus Berlin begibt sich auf Skiferien in den Schwarzwald. Als er versehentlich über das Dach des Geißlinger-Hofes mit Skiern fährt, das er aber auf Grund der Schneehöhe nicht als solches erkennen konnte, stürzt er ab und macht die Bekanntschaft mit Monika Geißlinger, der Tochter des Hofes. Beide finden Gefallen aneinander und Monika bietet Günther nach langem Hin und Her an, nachdem er vorgibt sich bei dem Sprung über das Dach eine Verletzung zugezogen zu haben, die weiteren Ferientage auf dem Geißlinger-Hof als Logiergast zu verbringen. Dies missfällt aber sowohl dem Knecht Vinzenz, der selbst eine Auge auf Monika geworfen hat, als auch der auf dem Hof lebenden Großmutter.
Bei dem traditionellen Scheibenschlagen im Rahmen der Alemannischen Fastnacht widmet Günther seinen Gruß Monika Geißlinger. Knecht Vinzenz provoziert bei dem etwas später stattfindenden Narrentreiben zum Fastnachtsende einen handfesten Streit mit Günther, der daraufhin seine Verlobung mit Monika vor allen Gästen bekannt gibt. 
Am nächsten Tag enden für Günther seine Ferien und er muss nach Berlin zurückkehren. Bei dem Abschied von Monika verspricht er sich bei ihr regelmäßig aus Berlin zu melden. Aber Monika erhält in den nächsten drei Wochen nur einen Brief von ihm. Somit kommen ihrer Schwester Mariele und der Großmutter Zweifel an den ernsthaften Absichten von Günther. Zudem macht die Großmutter der Enkelin schwere Vorwürfe, dass sie den Geißlinger-Hof durch die Verlobung ins „Gerede“ bringt. Monika entschließt nach diesem Eklat den Schwarzwald zu verlassen und Richtung Berlin zu reisen um bei Günther zu sein.
Günther Nordmann führt in Berlin als Reitlehrer auf dem Gut seines Onkels ein großstädtisches Leben. Die zahlreichen erwachsenen Reitschülerinnen umschwärmen den attraktiven Reitlehrer. Insbesondere Ellinor hat ein Auge auf ihn geworfen. In dieser Situation trifft Monika völlig unerwartet in Berlin ein. 
Günther hat bedingt durch die zahlreichen Reitstunden, die ihn zeitlich sehr einschränken, aber kaum genügend Raum um sich richtig um Monika zu kümmern. Dies überlässt er zum Teil seinen Freunden, dem Plakatmaler Franz und der Kunstgewerblerin Ursula, die Monika bereits im Schwarzwald kurz kennengelernt hat. Monika findet mit Hilfe von Günther, der ob seiner zeitlichen Einschränkungen in Bezug auf Monika mit einem schlechten Gewissen kämpft, bei einer Berliner Vermieterin ein möbliertes Zimmer. 
Die Zimmervermieterin, die das Herz auf dem rechten Fleck trägt, und Ursula versuchen Monika das Einleben in Berlin zu erleichtern. Aber Monika fühlt sich trotz aller Bemühungen, inzwischen ist auch Schwester Mariele zu Besuch, nicht wohl in Berlin. Insbesondere Ellinor, die einen Modesalon als Inhaberin führt, gibt sich als Freundin von Monika aus, obwohl sie ganz andere Absichten verfolgt. Auf dem Klubabend des Reitvereins kommt es zwischen Ellinor, Günther und Monika zu einer Auseinandersetzung vor allen Gästen und Monika verlässt wutentbrannt die Feier. Gemeinsam mit Schwester Mariele reist sie wieder in den Schwarzwald. Günther hinterlässt sie keine Nachricht. Nach einem Gespräch mit Franz und Ursula entscheidet er sich endgültig Berlin zu verlassen und in den Schwarzwald zu Monika zu ziehen. 
Auf dem Geißlinger-Hof begeht man die Hochzeit von Mariele und Bräutigam Bertold. Jungknecht Peterle berichtet Günther, der inzwischen wieder im Schwarzwald angekommen ist, dass der Knecht Vinzenz nach Monikas Rückkehr aus Berlin den Hof verlassen hat. Günther verspricht Monika für immer bei ihr im Schwarzwald zu bleiben, da er das Leben in Berlin nicht vermissen würde. Im Übrigen sei er auch auf dem Land groß geworden und Arbeit in der Natur gewohnt. Am Ende kommt es zur großen Versöhnung und beide liegen sich in den Armen.

## Produktionsnotizen
Die Dreharbeiten zu Heimatland fanden von Anfang April bis Anfang Juni 1939 statt. Die Innenaufnahmen entstanden in den Ateliers der UFA in Berlin-Tempelhof. Die Außenaufnahmen wurden in der Umgebung von Freiburg im Breisgau, dem Glottertal und in Garmisch-Partenkirchen gedreht. Die Uraufführung von Heimatland war am 18. August 1939 in Essen. In Berlin wurde der Film erstmals am 25. August 1939 im Ufa-Theater Kurfürstendamm und dem Union Theater Friedrichstraße gezeigt. Am 16. August 1939 erteilte die nationalsozialistische Filmprüfstelle für den Film die Freigabe „Jugendfrei ab 14 Jahren“.
Die Bauten stammen von dem Filmarchitekten und späteren Regisseur Anton Weber und die Aufnahmeleitung bei dieser Produktion hatte Herbert Junghanns.

## Rezeption
„Gemütvolle Liebeskonflikte zwischen einer jungen Bäuerin und einem Reitlehrer. Treuherzig ins Bild gesetzte, operettenhafte musikalische Unterhaltung.“

„Günther meldet sich nach einer Urlaubsromanze mit Monika nicht mehr aus Berlin. Sie forscht nach seinem Verbleib, aber die Großstadt mißfällt ihr und sie kehrt in den Schwarzwald zurück. Als ihre Schwester Mariele heiratet, kommt auch Günther zurück in den Schwarzwald und bleibt bei Monika.“

„Der Berliner Reitlehrer Günther Nordmann lernt während eines Skiurlaubs die Bauerntochter Monika kennen. Es funkt sofort zwischen den beiden – Günther ist gefesselt von der Natürlichkeit des Schwarzwaldmädels, Monika ist fasziniert von den weltmännischen Umgangsformen Günthers. Das junge Paar verlobt sich, doch als Günther zurück nach Berlin muss, wartet Monika vergeblich auf eine Nachricht. Schließlich macht sie sich selbst auf den Weg in die Metropole…“